# Mursan
Mursan (o Murshan) è una suddivisione dell'India, classificata come nagar panchayat, di 11.550 abitanti, situata nel distretto di Hathras, nello stato federato dell'Uttar Pradesh. In base al numero di abitanti la città rientra nella classe IV (da 10.000 a 19.999 persone).

## Geografia fisica
La città è situata a 27° 34' 60 N e 77° 55' 60 E e ha un'altitudine di 175 m s.l.m..

## Società

### Evoluzione demografica
Al censimento del 2001 la popolazione di Mursan assommava a 11.550 persone, delle quali 6.213 maschi e 5.337 femmine. I bambini di età inferiore o uguale ai sei anni assommavano a 1.947n, dei quali 1.037 maschi e 910 femmine. Infine, coloro che erano in grado di saper almeno leggere e scrivere erano 6.550, dei quali 4.075 maschi e 2.475 femmine.